# Erik Stockenström
Erik Stockenström, född 1659 i Grythyttan, Hällefors, död 23 juni 1722, var en svensk ämbetsman och bergmästare.

## Biografi
Han var son till Lorentz Andersson Stockenström (1629-1690) och Beata Ericsdotter samt från 1693 gift med Emerentia Rockes (1664-1741) som var dotter till rådmannen och bruksägaren Paul Rokes (1633-1684). Paret fick 15 barn, däribland hovrättsrådet Lars von Stockenström (1694-1761), riksrådet Erik von Stockenström (1703-1790) och brukspatronen Salomon Stockenström (1711-1783).
Stockenström blev student vid Uppsala universitet 1676. Han blev därefter kanslist i kungliga kansliet. Han var
landssekreterare i Närke och Värmland 1690 och från 1702 borgmästare i Örebro stad. Han var från 1712 bergmästare i Nora och Lindes samt Karlskoga, Lekebergslagen och Lerbäcks bergslag. Med ekonomiska medel från sin hustru köpte han köpte 1702 hemmanet Lövnäs. Några år senare köpte han även Ullnäs säteri med flera underlydande frälsehemman. En månad före sin död 1722 hade Erik Stockenström lämnat in en ansökan till Bergskollegium om tillstånd att anlägga ett järnverk mellan sjöarna Halvarsnoren och Skärjen.
Verksamheten Rockesholms bruk kom senare att uppföras av hans änka Emerentia Rockes.
Stockenström erhöll adliga privilegier samt frälsemannarätt och frihet för sig och sin hustru 1720. Stockenström är begravd i Tysslinge i Örebro län.